# Saméon
 Saméon là một xã ở tỉnh Nord ở miền bắc nước Pháp. Xã này có diện tích 8,82 km², dân số năm 1999 là 1373 người. Xã nằm ở khu vực có độ cao trung bình 25 mét trên mực nước biển. 